# Фоєрберг Шарль Ісакович
Шарль Ісакович Фоєрберг (18 листопада 1944, м. Чернівці — 13 вересня 2014, м. Київ) — український актор театру ляльок, провідний майстер сцени, Заслужений артист України (1994), педагог, член Міжнародного Союзу лялькових театрів UNIMA-Україна, лауреат премії «Київська пектораль».

## Життєпис
Народився й виріс у Чернівцях. Батько загинув на фронті, мати — Регіна Сумирівна Фоєрберг — виховувала синів одна. Тяга до театру проявилася в юному віці й багаторазово посилилася під час гастролей в місті театру ляльок Сергія Образцова, коли відбулося його знайомство з Зіновієм Гердтом. Шарль в Чернівцях грав у самодіяльному театрі ляльок під керівництвом Берти Іллівни Брандман, навчався у трикотажному ПТУ, читав вірші народному артисту СРСР Дмитру Журавльову в холі готелю…. Про своє «рідкісне» для Чернівців ім'я говорив, що маму звали Регіна, тітку — Сабіна, бабусю — Жанетта, внука — Фред. При цьому, французьке ім'я Шарль його тітонька вимовляла на німецький манер — «Шарлі».
Першим режисером Шарля Фоєрберга став Сергій Єфремов. Їх спільний творчий шлях почався в Чернівцях в самодіяльному театрі, згодом, 1963 року, від нього отримав запрошення на роботу у [Донецький академічний обласний театр ляльок|Донецькому державному театрі ляльок]]. Дебют відбувся 18 листопада, в день народження, у виставі «Телевізор доктора Айболита» на сцені Палацу металургів міста Єнакієве. Працюючи на професійній сцені, Шарль Фоєрберг розкрився «як актор дивовижної чарівності, майстер імпровізації, що полонив публіку творчою фантазією та дотепністю. Шарль Фоєрберг — актор школи вистави».
З 1963 по 1972 роки працював в Донецькому обласному театрі ляльок, де входив в основний кістяк акторського складу театру, потім у Харківському театрі ляльок під керівництвом Віктора Афанасьєва. Спільно з Елеонорою Смирновою випускав курс лялькарів у Харківському інституті мистецтв ім. І. Котляревського.

Могила Шарля Фоєрберга, Байкове кладовище

1982 року Шарль Фоєрберг переїхав з Харкова до Києва, де почав працювати у новоутвореному Київському міському театрі ляльок під керівництвом заслуженого артиста України Сергія Єфремова. Спершу працював актором, відтак 19 років поєднував акторство із посадою заступника директора театру. Із моновиставою «Все буде добре», яку Шарль грав різними мовами, серед яких українська, німецька, угорська, гастролював у Німеччині, Швейцарії, Австрії, Угорщині, Польщі, Португалії, Мексиці.
Помер від серцевого нападу 13 вересня 2014 року в Києві після закінчення Всеукраїнського фестивалю театрів ляльок «Прем'єри сезону». Був кремований, прах похований в колумбарії Байкового кладовища (50°24′53.28″ пн. ш. 30°30′5.53″ сх. д. / 50.4148000° пн. ш. 30.5015361° сх. д.).
Через півроку після смерті Шарля Фоєрберга, 10 квітня 2015 року, його син, економіст Ігор Знаменський, посеред вулиці вбив заступника директора театру ляльок В'ячеслава Старшинова, якого звинувачував у доведенні до смерті свого батька шляхом звільнення з посади. Знаменський був засуджений до 9 років позбавлення волі. Про причини вбивства та його передісторію пізніше він написав у своїй книзі «Моя сповідь».

### Сім'я
- Мати — Регіна Сумирівна Фоєрберг
- Перша дружина — Євгенія Железняк, провідна актриса Донецького академічного обласного театру ляльок. Після 2014-го року залишилася в Донецьку, отримувала нагороди від російської окупаційної влади[11].
  - Дочка — Ірина Каракаш, заслужена артистка України, провідна актриса Донецького академічного обласного театру ляльок[12]. Після 2014-го року залишилася в Донецьку, співпрацює з російською окупаційною владою[13].
- Друга дружина — Світлана Іванівна Фоєрберг
  - Син — Ігор Олександрович Знаменський, економіст, кандидат наук, доцент

## Театр

### Донецький обласний театр ляльок
- 1963, 18 листопада — «Телевізор доктора Айболита» Сергія Єфремова та Олександр Юдовіч; реж. Сергій Єфремов — лікар Айболить (перша роль)\[4]
- «Казка про жадібного Сергійка» Софії Прокоф'євої — Жадібність

### Харківський театр ляльок
- 1972 — «Чарівна Галатея» Б. Гадора, С. Дарваш; реж. Віктор Афанасьєв[14]
- 1973 — «Блакитне щеня» У. Гюла; реж. Віктор Афанасьєв[15]
- 1975 — «Таємничий Гіпопотам» В. Ліфшиця, І. Кічанова; реж. А. Юдовіч — Крокодил[16]
- 1977 — «Військова таємниця» В. Лебедєва і А. Кирилівського; реж. В. Левченко — Буржуїн[17]
- 1977 — «Шерлок Холмс проти Агента 007, або Де собака заритий» В. Житницького, В. Левіна; реж. Віктор Афанасьєв[17]

### Київський муніципальний академічний театр ляльок
- 1983 — «Стрибаюча принцеса» Ладислава Дворського; реж. Сергій Єфремов
- 1984 — «Маленький принц» за мотивами однойменної повісті-казки Антуана де Сент-Екзюпері — Король/Честолюбивець/П'яниця
- 1986 — «Ще раз про Червону Шапочку» С. Когана та Сергія Єфремова; реж. Наталія Бучма — Вовк
- 1987 — «Російська сіль» Юрія Сидорова — господар балагану / Старий Чорт / король / Кухар
- 1992 — «Слоненя» Г. Владічіна за мотивами казки Редьярда Кіплінга; реж Наталія Бучма — Павіан
- 1994 — «Все буде добре» моновистава Сергія Єфремова та Ірини Уварової за щоденниками Януша Корчака; реж. Сергій Єфремов[18]
- 1996 — «Мама для мамонтеня» Діни Непомнящої; реж. Сергій Єфремов — Морж / Лев
- 1998 — «Ворон» Карла Гоцці; реж. Сергій Єфремов]] — Ворон (голос)
- 2000 — «Вінні-Пух» за мотивами казок Алана Мілна; реж. Сергій Єфремов]] — ослик Іа-Іа
- 2002 — «Котячий будинок» Самуїл Маршака; реж. Сергій Єфремов]] — Півень-кавалер
- 2004 — «Кіт у чоботях» М. Шувалова за мотивами казки Шарля Перро; реж. Сергій Єфремов — Кіт у чоботях (голос)
- «Півтори жмені» Наталії Осипової
- «Казка про рибака та рибку» за мотивами однойменної казки Олександра Пушкіна

### Інші театри
- «Чарівна калоша» — Мисливець

## Нагороди та визнання
- 1994 — Заслужений артист України
- 1994 — Моновистава Шарля Фоєрберг у постановці Сергія Єфремова «Все буде добре» — лауреат премії «Київська пектораль» в категорії «Найкращий спектакль для дітей»
- 2003 — лауреат премії «Київська пектораль» в категорії «За вагомий внесок у театральне мистецтво»[19][20]